# Olympische Sommerspiele 2004/Teilnehmer (Italien)
| Gelbes Symbol für Goldmedaillen mit stilisierten Olympischen Ringen | Graues Symbol für Silbermedaillen mit stilisierten Olympischen Ringen | Braundes Symbol für Bronzemedaillen mit stilisierten Olympischen Ringen |
| ------------------------------------------------------------------- | --------------------------------------------------------------------- | ----------------------------------------------------------------------- |
| 10                                                                  | 11                                                                    | 11                                                                      |

Italien nahm an den Olympischen Sommerspielen 2004 in der griechischen Hauptstadt Athen mit 364 Sportlern, 135 Frauen und 229 Männern, teil.
Seit 1896 war es die 24. Teilnahme Italiens bei Olympischen Sommerspielen.

## Flaggenträger
Der Turner Jury Chechi trug die Flagge Italiens während der Eröffnungsfeier im Olympiastadion; bei der Schlussfeier wurde sie von der Wasserballspielerin Carmela Allucci getragen.

## Medaillengewinner
Mit zehn gewonnenen Gold-, elf Silber- und elf Bronzemedaillen belegte das italienische Team Platz 8 im Medaillenspiegel.

### Gold
| Name/n | Sportart       | Wettkampf                   |
| --- | -------------- | --------------------------- |
| Marco Galiazzo | Bogenschießen  | Herren, Einzel              |
| Aldo Montano | Fechten        | Herren, Säbel, Einzel       |
| Valentina Vezzali | Fechten        | Damen, Florett, Einzel      |
| Andrea Cassarà, Salvatore Sanzo, Simone Vanni | Fechten        | Herren, Florett, Mannschaft |
| Stefano Baldini | Leichtathletik | Herren, Marathon            |
| Ivano Brugnetti | Leichtathletik | Herren, 20 Kilometer Gehen  |
| Paolo Bettini | Radsport       | Herren, Straßenrennen       |
| Andrea Benelli | Schießen       | Herren, Skeet               |
| Igor Cassina | Turnen         | Herren, Reck                |
| Carmela Allucci, Alexandra Araujo, Silvia Bosurgi, Francesca Conti, Tania Di Mario, Elena Gigli, Melania Grego, Giusi Malato, Martina Miceli, Maddalena Musumeci, Cinzia Ragusa, Noémi Tóth & Manuela Zanchi | Wasserball     | Damenturnier                |

### Silber
| Name/n | Sportart   | Wettkampf                                               |
| --- | ---------- | ------------------------------------------------------- |
| Gianluca Basile, Massimo Bulleri, Roberto Chiacig, Giacomo Galanda, Luca Garri, Denis Marconato, Michele Mian, Gianmarco Pozzecco, Nikola Radulović, Alex Righetti, Rodolfo Rombaldoni, Matteo Soragna | Basketball | Herrenturnier                                           |
| Aldo Montano, Giampiero Pastore, Luigi Tarantino | Fechten    | Herren, Säbel, Mannschaft                               |
| Salvatore Sanzo | Fechten    | Herren, Florett, Einzel                                 |
| Giovanna Trillini | Fechten    | Damen, Florett, Einzel                                  |
| Beniamino Bonomi & Antonio Rossi | Kanu       | Herren, Zweier-Kajak, 1000 Meter                        |
| Josefa Idem | Kanu       | Damen, Einer-Kajak, 500 Meter                           |
| Giovanni Pellielo | Schießen   | Herren, Trap                                            |
| Valentina Turisini | Schießen   | Damen, Kleinkaliber, Dreistellungskampf                 |
| Federica Pellegrini | Schwimmen  | Damen, 200 Meter Freistil                               |
| Elisa Blanchi, Fabrizia D’Ottavio, Marinella Falca, Daniela Masseroni, Elisa Santoni, Laura Vernizzi                                                                                                   | Turnen     | Damen, Rhythmische Sportgymnastik, Mannschaftsmehrkampf |
| Matej Černič, Alberto Cisolla, Paolo Cozzi, Alessandro Fei, Andrea Giani, Luigi Mastrangelo, Samuele Papi, Damiano Pippi, Andrea Sartoretti, Wenzeslaw Simeonow, Paolo Tofoli, Valerio Vermiglio       | Volleyball | Herrenturnier                                           |

### Bronze
| Name/n | Sportart       | Wettkampf                                     |
| --- | -------------- | --------------------------------------------- |
| Roberto Cammarelle | Boxen          | Herren, Superschwergewicht                    |
| Andrea Cassarà | Fechten        | Herren, Florett, Einzel                       |
| Marco Amelia, Andrea Barzagli, Daniele Bonera, Cesare Bovo, Giorgio Chiellini, Simone Del Nero, Daniele De Rossi, Marco Donadel, Matteo Ferrari, Andrea Gasbarroni, Alberto Gilardino, Giandomenico Mesto, Emiliano Moretti, Angelo Palombo, Ivan Pelizzoli, Giampiero Pinzi, Andrea Pirlo & Giuseppe Sculli | Fußball        | Herrenturnier                                 |
| Lucia Morico | Judo           | Damen, Halbschwergewicht                      |
| Giuseppe Gibilisco | Leichtathletik | Herren, Stabhochsprung                        |
| Rossano Galtarossa & Alessio Sartori | Rudern         | Herren, Doppelzweier                          |
| Luca Agamennoni, Dario Dentale, Raffaello Leonardo & Lorenzo Porzio | Rudern         | Herren, Vierer ohne Steuermann                |
| Catello Amarante, Salvatore Amitrano, Lorenzo Bertini, Bruno Mascarenhas | Rudern         | Herren, Leichtgewichts-Vierer ohne Steuermann |
| Emiliano Brembilla, Federico Cappellazzo, Simone Cercato, Filippo Magnini, Matteo Pelliciari & Massimiliano Rosolino | Schwimmen      | Herren, 4 × 200 Meter Freistil                |
| Alessandra Sensini | Segeln         | Damen, Windsurfen                             |
| Jury Chechi | Turnen         | Herren, Ringe                                 |

## Baseball
Herren
Luca Bischeri
Jim Buccheri
Francesco Casolari
Mario Chiarini
Davide Dallospedale
Riccardo De Santis
David Francia
Daniele Frignani
Seth La Fera
Claudio Liverziani
William Lucena
Marcello Malagoli
Michael Marchesano
Anthony Massimino
Giuseppe Mazzanti
Fabio Milano
Peter Nyari
Kasey Olenberger
Giovanni Pantaleoni
Vincent Parisi
Jairo Ramos Gizzi
Carlo Richetti
David Rollandini
Igor Schiavetti

## Basketball
Herren (Silber )
Gianluca Basile
Massimo Bulleri
Roberto Chiacig
Giacomo Galanda
Luca Garri
Denis Marconato
Michele Mian
Gianmarco Pozzecco
Nikola Radulović
Alex Righetti
Rodolfo Rombaldoni
Matteo Soragna

## Bogenschießen
| Herren            | Herren            | Herren |
| ----------------- | ----------------- | ------ |
| Ilario Di Buò     | Einzel Mannschaft |        |
| Michele Frangilli | Einzel Mannschaft |        |
| Marco Galiazzo    | Einzel Mannschaft | Gold   |
| Damen             |                   |        |
| Natalia Valeeva   | Einzel            |        |

## Boxen
- Daniel Betti
Schwergewicht
- Roberto Cammarelle (Bronze )
Superschwergewicht
- Michele di Rocco
Halbweltergewicht
- Alfonso Pinto
Halbfliegengewicht
- Clemente Russo
Halbschwergewicht
- Domenico Valentino
Leichtgewicht

## Fechten
Herren
| Name                                           | Wettkampf                  |
| ---------------------------------------------- | -------------------------- |
| Alfredo Rota                                   | Degen Einzel               |
| Andrea Cassarà                                 | Florett Einzel (Bronze )   |
| Salvatore Sanzo                                | Florett Einzel (Silber )   |
| Simone Vanni                                   | Florett Einzel             |
| Aldo Montano                                   | Säbel Einzel (Gold )       |
| Giampiero Pastore                              | Säbel Einzel               |
| Luigi Tarantino                                | Säbel Einzel               |
| Andrea Cassarà Salvatore Sanzo Simone Vanni    | Florett Mannschaft (Gold ) |
| Aldo Montano Giampiero Pastore Luigi Tarantino | Säbel Mannschaft (Silber ) |

Damen
| Name                 | Wettkampf                |
| -------------------- | ------------------------ |
| Cristiana Cascioli   | Degen Einzel             |
| Margherita Granbassi | Florett Einzel           |
| Giovanna Trillini    | Florett Einzel (Silber ) |
| Valentina Vezzali    | Florett Einzel (Gold )   |
| Gioia Marzocca       | Säbel Einzel             |

## Fußball
Herren (Bronze )
- Tor

1 Ivan Pelizzoli
18 Marco Amelia
- Abwehr

2 Giorgio Chiellini
3 Emiliano Moretti
4 Matteo Ferrari
5 Daniele Bonera
13 Andrea Barzagli
14 Cesare Bovo
- Mittelfeld

6 Daniele De Rossi
7 Giampiero Pinzi
8 Angelo Palombo
10 Andrea Pirlo
12 Andrea Gasbarroni
15 Marco Donadel
17 Giandomenico Mesto
- Sturm

9 Alberto Gilardino
11 Giuseppe Sculli
16 Simone Del Nero
- Ersatzspieler

Federico Agliardi
Alberto Aquilani
Rolando Bianchi
Alessandro Potenza
- Trainer

Claudio Gentile
- Ergebnisse

Vorrunde
 Ghana: 2:2
 Japan: 3:2
 Paraguay: 0:1
Viertelfinale
 Mali: 1:0 n. V.
Halbfinale
 Argentinien: 0:3
Spiel um Platz 3
 Irak: 1:0

## Judo
Herren
- Paolo Bianchessi
Schwergewicht
- Francesco Lepre
Mittelgewicht
- Roberto Meloni
Halbmittelgewicht
- Michele Monti
Halbschwergewicht

Damen
- Barbara Andolina
Schwergewicht
- Cinzia Cavazzuti
Leichtgewicht
- Giuseppina Macrì
Ultraleichtgewicht
- Lucia Morico
Halbschwergewicht (Bronze )
- Ylenia Scapin
Halbmittelgewicht

## Kanu
Kanurennsport
Herren
- Andrea Facchin
Einer-Kajak, 500 m und 1000 m
- Beniamino Bonomi & Antonio Rossi (Silber )
Zweier-Kajak, 500 m und 1000 m

Damen
- Josefa Idem (Silber )
Einer-Kajak, 500 m

Kanuslalom
Herren
- Pierpaolo Ferrazzi
Einer-Kajak
- Andrea Benetti & Eric Masoero
Zweier-Canadier

Damen
- Maria Cristina Giai Pron
Einer-Kajak

## Leichtathletik
| Disziplin         | Herren                                                              | Damen                                              |
| ----------------- | ------------------------------------------------------------------- | -------------------------------------------------- |
| 100 m             | Simone Collio                                                       |                                                    |
| 200 m             | Andrew Howe Marco Torrieri                                          |                                                    |
| 800 m             | Andrea Longo                                                        |                                                    |
| 4 × 100 m Staffel | Simone Collio Maurizio Checcucci Massimiliano Donati Marco Torrieri |                                                    |
| Marathon          | Stefano Baldini (Gold ) Daniele Caimmi Alberico Di Cecco            | Rosaria Console Bruna Genovese                     |
| 400 m Hürden      |                                                                     | Benedetta Ceccarelli Monika Niederstätter          |
| 3000 m Hindernis  | Giuseppe Maffei                                                     |                                                    |
| 20 km Gehen       | Ivano Brugnetti (Gold ) Alessandro Gandellini Marco Giungi          | Rossella Giordano Elisabetta Perrone Elisa Rigaudo |
| 50 km Gehen       | Giovanni De Benedictis                                              |                                                    |
| Hochsprung        | Nicola Ciotti Alessandro Talotti                                    |                                                    |
| Stabhochsprung    | Giuseppe Gibilisco (Bronze )                                        |                                                    |
| Weitsprung        | Nicola Trentin                                                      | Fiona May                                          |
| Dreisprung        | Fabrizio Donato                                                     | Simona La Mantia Magdelín Martínez                 |
| Hammerwurf        | Nicola Vizzoni                                                      | Ester Balassini Clarissa Claretti                  |
| Speerwurf         |                                                                     | Claudia Coslovich Elisabetta Marin                 |
| Zehnkampf         | Paolo Casarsa                                                       |                                                    |

## Moderner Fünfkampf
Herren
- Enrico Dell’Amore
- Andrea Valentini

Damen
- Claudia Corsini
- Federica Foghetti

## Radsport

### Straßenrennen
Herren
- Paolo Bettini
Straßenrennen (Gold )
- Cristian Moreni
Straßenrennen
- Daniele Nardello
Straßenrennen
- Luca Paolini
Straßenrennen
- Filippo Pozzato
Straßenrennen

Damen
- Giorgia Bronzini
Straßenrennen
- Noemi Cantele
Straßenrennen
- Tatiana Guderzo
Straßenrennen
Einzelzeitfahren

### Bahn
Herren
- Angelo Ciccone
Punktefahren

Damen
- Vera Carrara
Punktefahren

### Mountainbike
Herren
- Marco Bui
Cross-Country
- Yader Zoli
Cross-Country

Damen
- Paola Pezzo
Cross-Country

## Reiten
Springen
- Roberto Arioldi
Einzel, Mannschaft
- Bruno Chimirri
Einzel, Mannschaft
- Vincenzo Chimirri
Einzel, Mannschaft
- Juan Carlos García
Einzel, Mannschaft

Vielseitigkeit
- Susanna Bordone
Einzel, Mannschaft
- Stefano Brecciaroli
Einzel, Mannschaft
- Fabio Magni
Einzel, Mannschaft
- Giovanni Menchi
Einzel, Mannschaft

## Ringen
Herren
- Paolo Fucile
Leichtgewicht, griechisch-römisch
- Francesco Miano-Petta
Superschwergewicht, Freistil
- Andrea Minguzzi
Mittelgewicht, griechisch-römisch
- Salvatore Rinella
Mittelgewicht, Freistil

Damen
- Diletta Giampiccolo
Leichtgewicht, Freistil
- Katarzyna Juszczak
Schwergewicht, Freistil

## Rudern
Herren
- Matteo Stefanini
Einer
- Rossano Galtarossa & Alessio Sartori
Doppelzweier (Bronze )
- Giuseppe De Vita & Dario Lari
Zweier ohne Steuermann
- Elia Luini, Nicola Moriconi & Leonardo Pettinari
Leichtgewichts-Doppelzweier
- Luca Agamennoni, Dario Dentale, Raffaello Leonardo & Lorenzo Porzio
Vierer ohne Steuermann (Bronze )
- Alessandro Corona, Federico Gattinoni, Simone Raineri & Simone Venier
Doppelvierer
- Catello Amarante, Salvatore Amitrano, Lorenzo Bertini & Bruno Mascarenhas
Leichtgewichts-Vierer (Bronze )
- Sergio Canciani, Pierpaolo Frattini, Luca Ghezzi, Gaetano Iannuzzi, Carlo Mornati, Niccolò Mornati, Marco Penna, Valerio Pinton & Aldo Tramontano
Achter

Damen
- Gabriella Bascelli & Elisabetta Sancassani
Doppelzweier

## Schießen
Herren
- Andrea Benelli
Skeet (Gold )
- Francesco Bruno
Luftpistole 10 m, Freie Pistole 50 m
- Marco De Nicolo
Luftgewehr 10 m, Kleinkaliber liegend 50 m, Kleinkaliber Dreistellungskampf 50 Meter
- Daniele Di Spigno
Doppeltrap
- Vigilio Fait
Luftgewehr 10 m, Freie Pistole 50 m
- Ennio Falco
Skeet
- Marco Innocenti
Doppeltrap
- Giovanni Pellielo
Trap (Silber )
- Marco Venturini
Trap

Damen
- Chiara Cainero
Skeet
- Roberta Pelosi
Trap
- Sabrina Sena
Luftgewehr 10 m
- Valentina Turisini
Luftgewehr 10 m, Kleinkaliber Dreistellungskampf 50 m (Silber )

## Schwimmen
| Disziplin           | Herren | Damen                                                                |
| ------------------- | --- | -------------------------------------------------------------------- |
| 50 m Freistil       | Michele Scarica Lorenzo Vismara | Cristina Chiuso                                                      |
| 100 m Freistil      | Filippo Magnini Lorenzo Vismara | Federica Pellegrini                                                  |
| 200 m Freistil      | Andrea Beccari Emiliano Brembilla | Federica Pellegrini (Silber )                                        |
| 400 m Freistil      | Emiliano Brembilla Massimiliano Rosolino |                                                                      |
| 1500 m Freistil     | Christian Minotti |                                                                      |
| 100 m Rücken        | | Alessandra Cappa                                                     |
| 200 m Rücken        | Emanuele Merisi | Alessia Filippi                                                      |
| 100 m Brust         | | Chiara Boggiatto                                                     |
| 200 m Brust         | Paolo Bossini Loris Facci | Chiara Boggiatto                                                     |
| 100 m Schmetterling | Mattia Nalesso | Ambra Migliori Francesca Segat                                       |
| 200 m Schmetterling | | Paola Cavallino Francesca Segat                                      |
| 200 m Lagen         | Alessio Boggiatto Massimiliano Rosolino | Alessia Filippi                                                      |
| 400 m Lagen         | Alessio Boggiatto Luca Marin | Alessia Filippi                                                      |
| 4 × 100 m Freistil  | Alessandro Calvi Christian Galenda Filippo Magnini Michele Scarica Lorenzo Vismara                                                                                         | Cristina Chiuso Sara Parise Federica Pellegrini Cecilia Vianini      |
| 4 × 200 m Freistil  | Emiliano Brembilla (Bronze ) Federico Cappellazzo (Bronze ) Simone Cercato (Bronze ) Filippo Magnini (Bronze ) Matteo Pelliciari (Bronze ) Massimiliano Rosolino (Bronze ) | Cristina Chiuso Alessia Filippi Sara Parise Cecilia Vianini          |
| 4 × 100 m Lagen     | Paolo Bossini Emanuele Merisi Mattia Nalesso Giacomo Vassanelli | Chiara Boggiatto Alessandra Cappa Ambra Migliori Federica Pellegrini |

### Synchronschwimmen
- Beatrice Spaziani, Lorena Zaffalon
Duett
- Monica Cirulli, Costanza Fiorentini, Joey Paccagnella, Elisa Plaisant, Sara Savoia, Beatrice Spaziani, Federica Stefanelli, Lorena Zaffalon, Laura Zanazza
Mannschaft

## Segeln
Herren
- Riccardo Giordano
Windsurfen
- Francesco Marcolini
Finn-Dinghy
- Andrea Trani, Gabrio Zandonà
470er
- Francesco Bruni, Guido Vigna
Star

Damen
- Larissa Nevierov
Europe
- Alessandra Sensini
Windsurfen (Bronze )
- Myriam Cutolo, Elisabetta Saccheggiani
470er
- Angela Baroni, Giulia Conti, Alessandra Marenzi
Yngling

Offen
- Diego Negri
Laser
- Gianfranco Sibello, Pietro Sibello
49er
- Edoardo Bianchi, Michele Marchesini
Tornado

## Softball
Damen
Natalie Anter
Samanta Bardini
Susan Bugliarello
Daniela Castellani
Natalia Cimin
Sabrina Del Mastio
Nicole Di Salvio
Francesca Francolini
Marta Gambella
Leslie Malerich
Ilaria Pino
Jennifer Spediacci
Eva Trevisan
Annalisa Turci
Stefania Vitaliani

## Taekwondo
Herren
- Carlo Molfetta
Federgewicht

Damen
- Daniela Castrignano
Schwergewicht
- Cristiana Corsi
Federgewicht

## Tennis
Herren
- Filippo Volandri
Einzel

Damen
- Maria Elena Camerin
Einzel
- Silvia Farina Elia
Einzel
- Tathiana Garbin
Einzel
- Francesca Schiavone
Einzel
- Silvia Farina Elia & Francesca Schiavone
Doppel
- Tathiana Garbin & Roberta Vinci
Doppel

## Tischtennis
Herren
- Min Yang
Einzel
- Massimiliano Mondello & Min Yang
Doppel

Damen
- Laura Negrisoli
Einzel
- Nikoleta Stefanova
Einzel
- Wenling Tan Monfardini
Einzel
- Nikoleta Stefanova & Wenling Tan Monfardini
Doppel

## Triathlon
Damen
- Nadia Cortassa
- Silvia Gemignani
- Beatrice Lanza

## Turnen
Herren
Einzelmehrkampf und Mannschaftsmehrkampf
- Matteo Angioletti
- Alberto Busnari
- Igor Cassina (Gold   am Reck)
- Jury Chechi (Bronze   an den Ringen)
- Matteo Morandi
- Enrico Pozzo

Damen
Einzelmehrkampf
- Monica Bergamelli
- Maria Teresa Gargano

### Rhythmische Sportgymnastik
Einzelmehrkampf
- Laura Zacchilli

Mannschaftsmehrkampf (Silber )
- Elisa Blanchi
- Fabrizia D’Ottavio
- Marinella Falca
- Daniela Masseroni
- Elisa Santoni
- Laura Vernizzi

### Trampolin
- Flavio Cannone
Herren, Einzel

## Volleyball

### Beach
- Daniela Gattelli & Lucilla Perrotta
Damenturnier

### Halle
Herren (Silber )
Matej Černič
Alberto Cisolla
Paolo Cozzi
Alessandro Fei
Andrea Giani
Luigi Mastrangelo
Samuele Papi
Damiano Pippi
Andrea Sartoretti
Wenzeslaw Simeonow
Paolo Tofoli
Valerio Vermiglio
Damen
Jenny Barazza
Paola Cardullo
Nadia Centoni
Antonella Del Core
Francesca Ferretti
Manuela Leggeri
Eleonora Lo Bianco
Paola Paggi
Francesca Piccinini
Simona Rinieri Dennis
Manuela Secolo
Elisa Togut

## Wasserball
Herren
Alberto Angelini
Fabio Bencivenga
Leonardo Binchi
Fabrizio Buonocore
Alessandro Calcaterra
Roberto Calcaterra
Maurizio Felugo
Goran Fiorentini
Marco Gerini
Francesco Postiglione
Bogdan Rath
Carlo Silipo
Stefano Tempesti
Damen (Gold )
Carmela Allucci
Alexandra Araujo
Silvia Bosurgi
Francesca Conti
Tania Di Mario
Elena Gigli
Melania Grego
Giusi Malato
Martina Miceli
Maddalena Musumeci
Cinzia Ragusa
Noémi Tóth
Emanuela Zanchi

## Wasserspringen
Herren
- Francesco Dell’Uomo
Turmspringen
- Nicola Marconi
Kunstspringen
- Tommaso Marconi
Kunstspringen
- Massimiliano Mazzucchi
Turmspringen

Damen
- Tania Cagnotto
Kunstspringen, Turmspringen
- Valentina Marocchi
Kunstspringen, Turmspringen